# Penelope Jencks

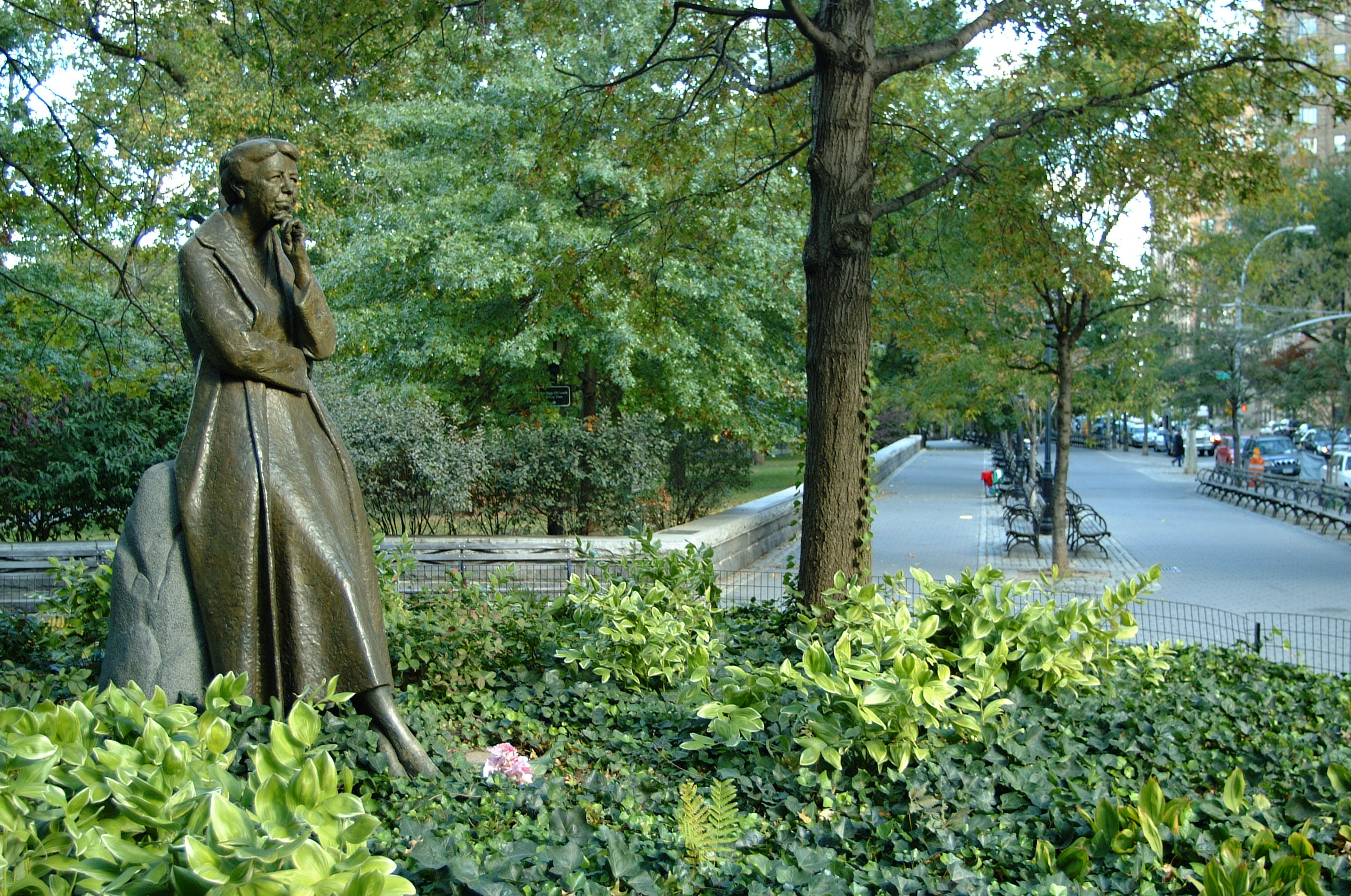
Eleanor Rousevelt, en Riverside Drive

Penelope Jencks (Baltimore, Maryland, 1936) es una escultora estadounidense, activa en el círculo de las artes visuales desde la década de 1960. 

## Biografía
Alumna del College de Bellas Artes de la Universidad de Boston (del inglés: Boston University College of Fine Arts). Ha residido durante muchos años en Italia.
Entre sus obras más conocidas figuran:
- Monumento a Eleanor Roosevelt Riverside Park, Manhattan, Nueva York. 1996
- Bronce del historiador Samuel Eliot Morrison en Boston